# قصر بولز
قصر بولز أو "قصر الفقاعة" هو منزل كبير في ثيول سور مير بالقرب من مدينة كان، فرنسا، وقد صممه المهندس المعماري الهنغاري أنتي لوفاج.
بُنيَ القصر من أجل الصانع الفرنسي بيير برنارد، واشتراه لاحقًا مصمم الأزياء بيير كاردان كمنزل لقضاء العطلات.

## تاريخه
تم بناء القصر الذي تبلغ مساحته 13000 قدم مربع بين عامي 1975م و1989م. كره المهندس المعماري أنتي لوفاج الخطوط المستقيمة باعتبارها "عدوانًا على الطبيعة" وصمم المنزل على أنه "شكل من أشكال اللعب، عفويًا ومبهجًا ومليئًا بالدهشة".
اشترى بيير كاردان المنزل بعد وفاة برنارد عام 1991م. بينما لم يعش برنارد في المبنى أبدًا، وقال كاردان عن المنزل: "لقد أصبح قصره جزءًا من الجنة الخاصة بي، لطالما عكست أشكالها الخلوية المظاهر الخارجية لصورة إبداعاتي، إنه متحف أعرض فيه أعمال المصممين والفنانين المعاصرين".
في عام 2016م، انتهى المهندس المعماري الفرنسي أوديل ديك من تجديد دام لمدة 5 سنوات، وفي مارس 2017م، عُرض المنزل للبيع بسعر وصل إلى 350 مليون يورو  لكنه لم يجد مشترٍ، فقاموا بتأجيره للمجموعات مقابل 33200 دولار في اليوم.
بعد وفاة بيير كاردان في ديسمبر 2020م، اُقتُرِحَ أن يتم تحويل المبنى إلى مساحة عامة لإقامة المعارض الفنية.

## التصميم
يتألف القصر من قاعة استقبال، وصالة بانورامية، ومسرح مدرج في الهواء الطلق يتسع لـ 500 مشاهداً، و10 غرف نوم، وحمامات سباحة متنوعة وشلالات في حدائق واسعة ذات مناظر طبيعية.

يحتوي المنزل على 29 غرفة و11 حمامًا وعشر غرف نوم زُيّنت كل منها بواسطة فنان معين وهم باتريك بريتياو، وجيروم تيسيراند، ودانيال يو، وفرانسوا شوفين، وجيرارد كلوريك.

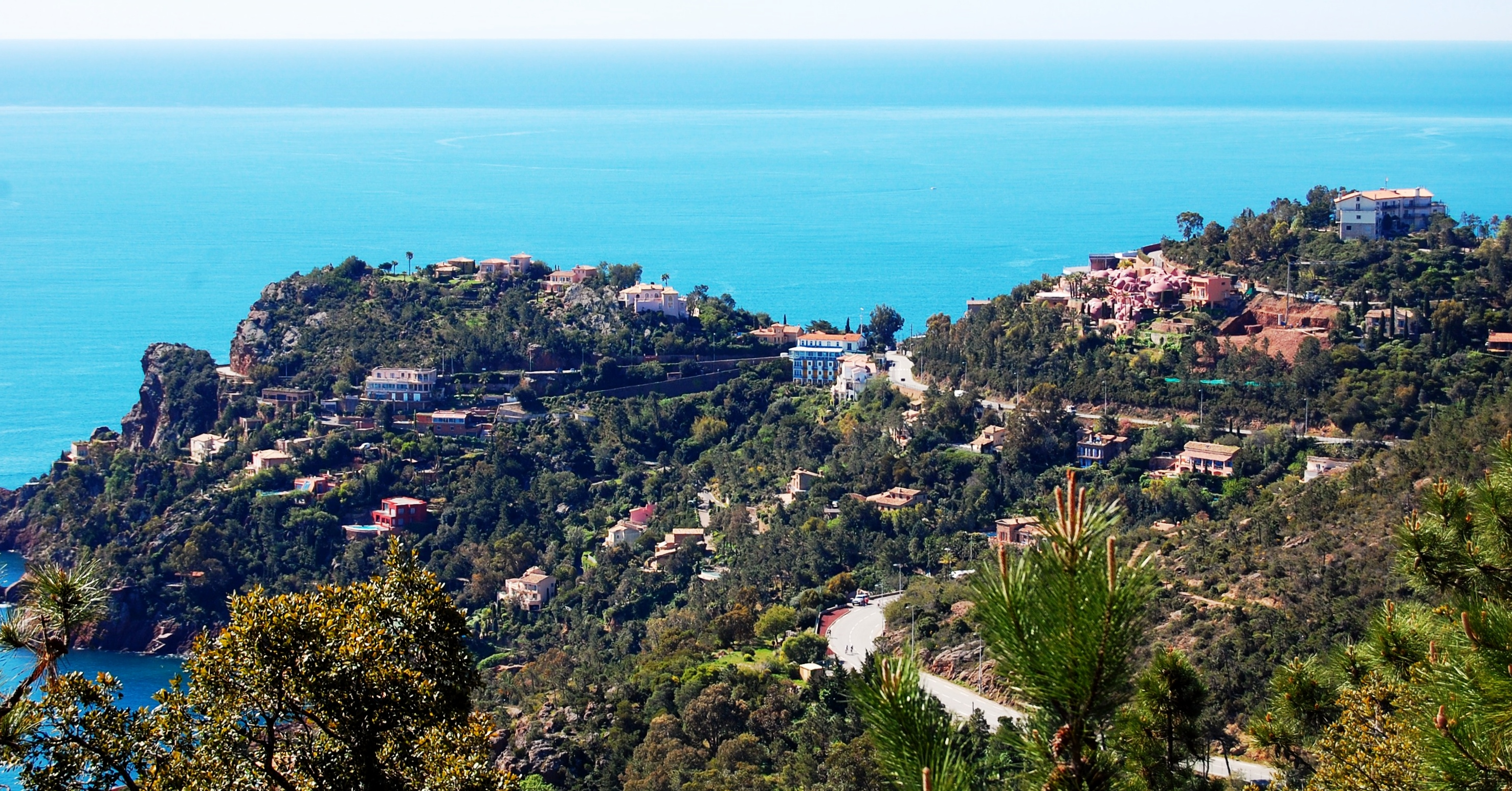
بوانت دي ليسكيون وقصر بولس.
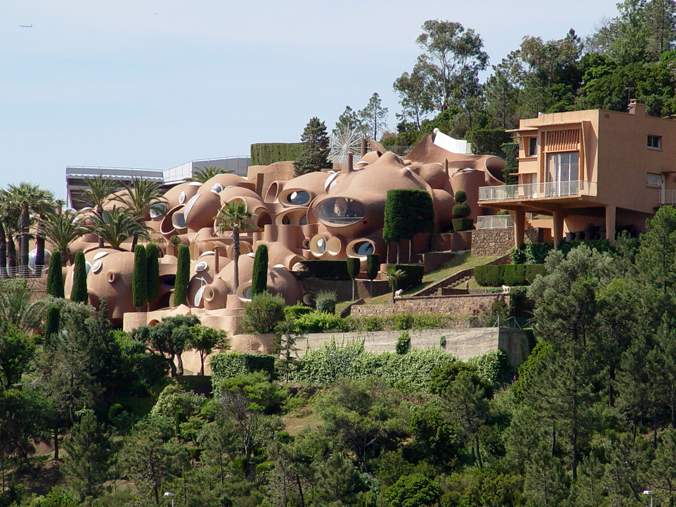
إطلالة على البحر.
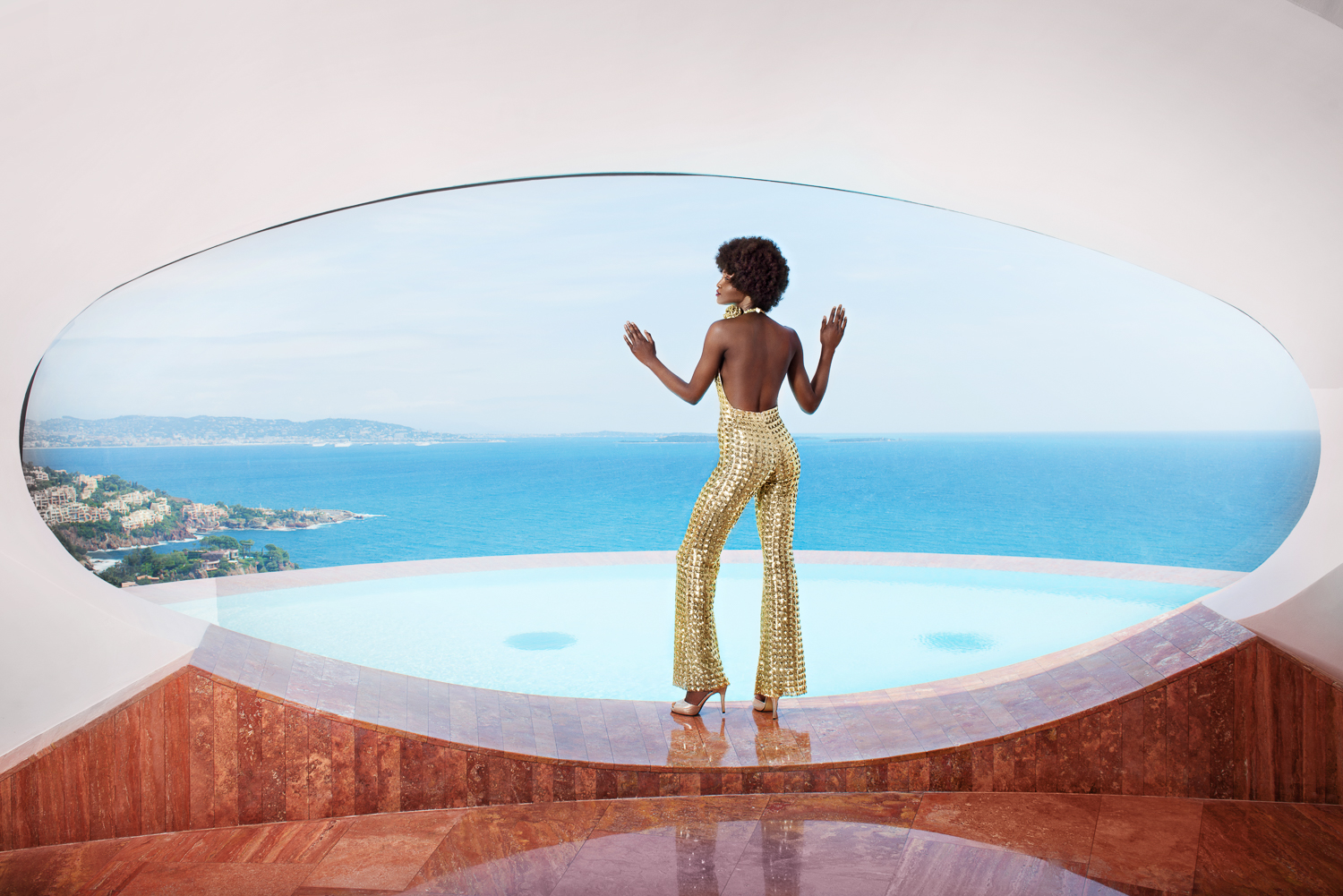
نافذة في غرفة المعيشة تطل على خليج كان.
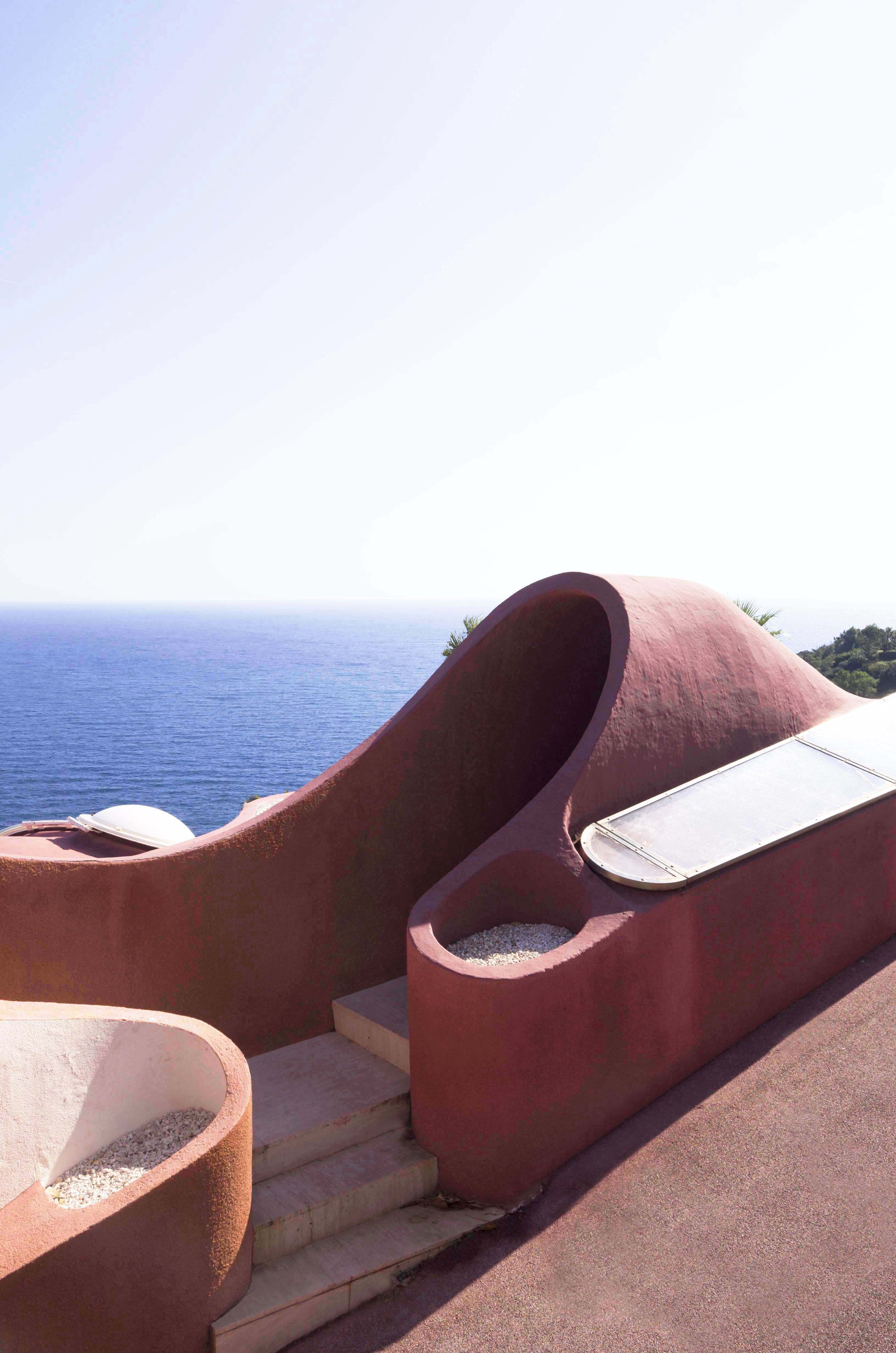
تفاصيل متعرجة للمنزل.

## الظهور
قامت إيما بونتون، مغنية البوب البريطانية وعضوة في فرقة سبايس جيرلز بتصوير العمل الفني لألبومها لعام 2004م "حررني" (بالإنجليزية: free me)‏ في القصر في صيف عام 2003م. 
ظهر القصر في فيلم "رائع للغاية" (بالإنجليزية: Absolutely Fabulous: The Movie)‏.

## روابط خارجية
- الموقع الرسمي
 باللغة الفرنسية